# Thiastyx catharinae
Thiastyx catharinae är en fjärilsart som beskrevs av Pierre E.L. Viette 1951. Thiastyx catharinae ingår i släktet Thiastyx och familjen rotfjärilar. Inga underarter finns listade i Catalogue of Life.